# Manoză
Manoza este o monozaharidă de tip aldoză (mai exact o aldohexoză) și are formula moleculară C6H12O6. Compusul prezintă doi stereoizomeri: D-manoza și L-manoza. Forma de D-manoză este cea mai răspândită în natură.
Manoza are implicații importante în metabolism, în special în procesele de glicozilare a unor proteine. Unele tulburări congenitale ale glicozilării sunt asociate cu mutații ale genelor ce codifică enzimele implicate în metabolismul manozei.

## Proprietăți
Mai jos sunt prezentate formele ciclice posibile ale D-manozei (două forme furanozice și două forme piranozice):
| D-xiloza         | D-xiloza         |
| ---------------- | ---------------- |
| α-D-manofuranoză | β-D-manofuranoză |
| α-D-manopiranoză | β-D-manopiranoză |